# Karl Heinrich Haase

Karl Heinrich Haase

Karl Heinrich Haase (* 24. November 1785 in Leipzig; † 19. Juli 1868 in Lößnig) war ein deutscher Jurist, Appellationsrat, Rittergutsbesitzer und Politiker (Juste Milieu). Er war langjähriges Mitglied des Sächsischen Landtags und Präsident der II. Kammer.

## Leben und Wirken
Der Sohn des Leipziger Medizinprofessors Johann Gottlob Haase (1739–1801) und dessen Ehefrau Regina Friederica Christiana geb. Withun besuchte die Thomasschule zu Leipzig. Er studierte ab 1803 an der Universität Leipzig die Rechtswissenschaften und schloss sein Studium am 20. Februar 1805 als Dr. jur. utriusque ab. Mindestens zwischen 1811 und 1821 war er als Konsistorial-Advokat beim Konsistorium in Leipzig tätig. Er zählte zu den hochrangigen Leipziger Staatsbeamten. Gemeinsam mit dem Regierungsrat und besoldeten Leipziger Stadtrat Friedrich Heinrich Wilhelm Demuth war er bereits seit 1800 im Besitz der ein Besitztum bildenden Rittergüter Alten und Plössen. Ihre Landbesitzungen in der Nähe von Leipzig vergrößerten sie 1824 durch Erwerb von Gohlis, Lindenau mit Leutzsch und Barneck sowie Großdorf. Am Appellationsgericht Leipzig war er von 1837 bis 1854 als Appellationsrat tätig. Er war Beisitzer am Schöppenstuhl zu Leipzig.
Haase übernahm zahlreiche Ämter in den städtischen Gremien Leipzigs und im sächsischen Staatsdienst. 1831 ist er als Mitglied des Leipziger Magistrats nachweisbar. Der nach Erlass der Sächsischen Städteordnung von 1832 neu geschaffenen Stadtverordnetenversammlung gehörte er bis 1846 an. In den Jahren 1832, 1835/37, 1842 und 1844/45 stand er ihr vor.
Als Senator hatte Haase bereits als einer der Deputierten der Stadt Leipzig am Direktorium des Engeren Ausschusses der Städte der Sächsischen Ständeversammlung teilgenommen. Als 1831 die neue Sächsische Verfassung in Kraft trat und der Sächsische Landtag geschaffen wurde, wurde er als Vertreter der Stadt Leipzig Abgeordneter der II. Kammer. Auf den Landtagen 1833/34 und 1836/37 fungierte er als Vizepräsident der Kammer. Als der bisherige Kammerpräsident Carl Friedrich Reiche-Eisenstuck zu Beginn des Landtags 1839/40 auf eine Wiederwahl verzichtete, wurde er zum Nachfolger gewählt. 1845/46 verlor er seinen Posten an den liberalen Kandidaten Karl Braun. Dem war ein Streit darüber vorausgegangen, ob die II. Kammer zu Beginn eines Landtags in einer Adresse an den König Vorschläge für die zu beratenden Themen formulieren sollte. Haase hatte sich doppeldeutig positioniert, sodass er sowohl für seine Gegner als auch Befürworter unwählbar geworden war. Bis November 1848 blieb er Landtagsabgeordneter, schied dann aber aus, da er aufgrund der Liberalisierung des Wahlrechts sein Mandat verlor. Als im Sommer 1850 die sächsische Regierung unter Ferdinand Zschinsky das alte Wahlrecht von 1831 wieder in Kraft setzte, nahm er sein Abgeordnetenmandat wieder auf und ließ sich erneut zum Kammerpräsidenten wählen. Er amtierte für die folgenden vier Landtage bis 1858. Danach schied er aus dem Parlament aus.
1857 wurde Haase Vizepräsident des Leipziger Appellationsgerichts, gab diese Stellung aber bereits ein Jahr später wieder auf. Er starb 1868 in Lößnig und wurde in Leipzig beerdigt.

## Werke
- Dissertatio de vera vi ac indole fideicommissi universalis, Diss. Leipzig 1805
- Commentatio de minoribus, Leipzig 1809
- mit C. Eberhard/K. F. C. Wenck, Speculum Iacoborum, zu Deutsch: Der Jacobsspiegel Sive De claris Iacobis iureconsultis brevis narratio, Leipzig 1811
- Alphabetische Zusammenstellung der in dem Criminalgesetzbuch für das Königreich Sachsen enthaltenen Bestimmungen, Leipzig 1838
- Die Königl. Sächs. Gesetzgebung über das Vereins- und Versammlungsrecht und die Angelegenheiten der Presse, Leipzig 1849  (Digitalisat)